# Malaya marceli
Malaya marceli är en tvåvingeart som först beskrevs av Mattingly 1953.  Malaya marceli ingår i släktet Malaya och familjen stickmyggor. Inga underarter finns listade i Catalogue of Life.